# 彰仁親王妃頼子

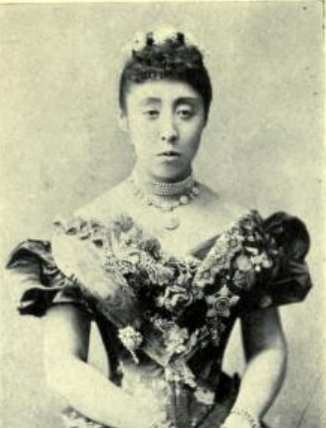
洋装の頼子

彰仁親王妃頼子（あきひとしんのうひ よりこ、嘉永5年6月18日（1852年8月3日） - 大正3年（1914年）6月26日）は、日本の皇族。小松宮彰仁親王の妃。

## 略歴
旧久留米藩主・有馬頼咸の長女。初名は満喜（まき）。明治2年（1869年）に結婚して、彰仁親王妃となる。彰仁親王との間に子供は無かった。明治36年（1903年）に夫に先立たれ、大正3年（1914年）に心臓麻痺のため62歳で死去した。
明治19年（1886年）に彰仁親王と共にヨーロッパに外遊した際、金に糸目を付けずに当地のブランド物を買いあさり、明治天皇に激怒されたという話が『明治天皇紀』に記載されている。これらの形で彼女が着用・収集した装束や洋服の多くは、その死後、夫の縁により仁和寺に奉納され、現在は京都国立博物館で不定期に公開されている。

## 栄典
- 1888年（明治21年）11月1日  - 勲一等宝冠章[2]
- 1889年（明治22年）11月29日 - 大日本帝国憲法発布記念章[3]
- 1890年（明治23年）5月22日 - 日本赤十字社名誉社員章[4]

外国勲章佩用允許
- 1886年（明治19年）9月14日 - ハワイ王国：カピオラニ勲章ナイトグランドクロス[5]
- 1889年（明治22年）6月8日 - ロシア帝国：赤十字社第一等記章[6]